# تشيمي تشيبا
تشيمي تشيبا (千葉千恵巳 تشيبا تشيمي; ولدت 25 فبراير, 1975) ممثلة أداء صوتي يابانية، ومغنية جي-بوب, وعارضة أزياء سابقة. ولدت في محافظة سايتاما, اليابان، وغنت لأول مرة في 7 أبريل، 1993 كعضوة في مجموعة الجي-بوب أورورا غونين موسومي. قامت بتأدية أصوات شخصيات كثيرة في مسلسلات الأنمي مثل: تسوباسا كرونيكل، ميغامان محارب النت، سستر برنسس ودروبي مع دوريمي. وأدت صوت بيبي بوب من بارني والأصدقاء.

## أدوارها الصوتية المعروفة
- أنجيليك لاير (أريسو فوجيساكي)
- بلاك كات (كيوكو كيريساكي)
- دا! دا! دا! (وانيا)
- فولي كولي (الملازم كيتسوروبامي)
- غيت كيبرز (سايمي أوكيا)
- هابي سفن (تامون كيتاياما)
- كونجيكي نو غاش بيل!! (ناتسكو)
- كيوران كازوكو نكي (دوجيديفل)
- مونكي تايفون (ماري)
- ناناكا 6/17 (ناناكا كيريساتو)
- أوجاماجو دوريمي (دوريمي هاروكازي)
- بوكيمون: الجيل المتقدم (إيريكو)
- روكمان.إي إكس إي (أكوامان)
- سستر برنسس (هيناكو)
- تو لاف-رو (ميو ساوادا، كيوكو)
- تسوباسا كرونيكل (يوزوريها نيكوي)

## التمثيل الحي
- يوكي أوياغي في كوسبلاي سنشي كيوتي نايت
- كينكا غورنتاي
- ماروسو كايزو جيدوشا كيوشوجو 1 و 2

## كتب الصور
- «ميزن» (1994, بونكاشا)

## وصلات خارجية
- تشيمي تشيبا على موقع IMDb (الإنجليزية)
- تشيمي تشيبا على موقع ميوزك برينز (الإنجليزية)
- تشيمي تشيبا على موقع قاعدة بيانات الفيلم (الإنجليزية)
- تشيمي تشيبا على موقع ANN person (الإنجليزية)

- الملف الشخصي الرسمي لمكتب نوزاوا (ياباني)
- قاعدة بيانات السييو نسخة محفوظة 9 أكتوبر 2017 على موقع واي باك مشين.
- قائمة IMDb